# Stade Agasaka
Stade Agasaka – piłkarski stadion w mieście Ngozi, w Burundi. Pojemność stadionu wynosi 4 000 widzów. Swoje spotkania rozgrywają na nim piłkarze klubów: Ngozi City i Olympic Muremera.